# Championnats de France d'athlétisme en salle 1991
Navigation
Édition précédente Édition suivante
Les Championnats de France d'athlétisme en salle 1991 ont eu lieu les 16 et 17 février 1991 à Liévin. Le 3 000 m masculin se déroule le 26 janvier 1991.

## Palmarès
| Discipline       | Hommes                | Hommes         | Femmes                | Femmes         |
| ---------------- | --------------------- | -------------- | --------------------- | -------------- |
| 60 m             | Olivier Théophile     | 6 s 69         | Odile Singa           | 7 s 32         |
| 200 m            | Eric Perrot           | 21 s 13        | Fabienne Ficher       | 23 s 35        |
| 400 m            | Christophe Goris      | 48 s 03        | Viviane Dorsile       | 53 s 47        |
| 800 m            | Vincent Terrier       | 1 min 49 s 07  | Nathalie Thoumas      | 2 min 6 s 32   |
| 1 500 m          | Pascal Thiébaut       | 3 min 43 s 48  | Véronique Pongérard   | 4 min 15 s 16  |
| 3 000 m          | Pascal Thiébaut       | 7 min 56 s 30  | -                     | -              |
| 60 m haies       | Philippe Tourret      | 7 s 58         | Monique Éwanjé-Épée   | 7 s 89         |
| Saut en hauteur  | Jean-Charles Gicquel  | 2,25 m         | Barbara Mencik        | 1,84 m         |
| Saut à la perche | Philippe Collet       | 5,80 m         | -                     | -              |
| Saut en longueur | Rudy Verbecke         | 7,96 m         | Marie-Victoire Preira | 6,40 m         |
| Triple saut      | Garfield Anselm       | 16,45 m        | Nadine Prévot         | 12,94 m        |
| Lancer du poids  | Frédéric Selle        | 17,51 m        | Annick Lefèbvre       | 16,41 m        |
| 3 000 m marche   | -                     | -              | Nathalie Fortain      | 13 min 34 s 70 |
| 5 000 m marche   | Jean-Olivier Brosseau | 19 min 46 s 54 | -                     | -              |